# Margarita Vallejo
Margarita Vallejo Girvés (Puigcerdá, Gerona, 21 de abril de 1964) es una historiadora española.

## Biografía
Se licenció en Historia, doctorándose en la especialidad de Historia Antigua por la Universidad de Alcalá, donde posteriormente pasó a ser docente, continuando en la actualidad. Entre sus ámbitos de estudio están la Antigüedad Tardía, la presencia bizantina en la península ibérica (Bizancio y la España tardoantigua (ss. V-VIII): un capítulo de historia mediterránea, 1993) y la antigüedad en el centro peninsular, sobre todo en relación con la ciudad de Complutum (Fuentes históricas para el estudio de Complutum romano y visigodo, 1992). También ha publicado Hispania y Bizancio: Una relación desconocida (Ed. Akal, 2012), además de diversos artículos y colaboraciones en diferentes publicaciones.